# Distrikt Páucar
Der Distrikt Páucar, alternative Schreibweise Distrikt Paucar, liegt in der Provinz Daniel Alcides Carrión in der Region Pasco in Zentral-Peru. Der Distrikt wurde am 4. Dezember 1952 gegründet. Er besitzt eine Fläche von 107 km². Beim Zensus 2017 wurden 1871 Einwohner gezählt. Im Jahr 1993 lag die Einwohnerzahl bei 2887, im Jahr 2007 bei 2235. Die Distriktverwaltung befindet sich in der 3350 m hoch gelegenen Ortschaft Páucar mit 583 Einwohnern (Stand 2017). Páucar liegt 15,5 km nordöstlich der Provinzhauptstadt Yanahuanca.

## Geographische Lage
Der Distrikt Páucar liegt im Andenhochland im Nordosten der Provinz Daniel Alcides Carrión. Er besitzt eine Längsausdehnung in WSW-ONO-Richtung von 18 km sowie eine maximale Breite von 13 km. Der Distrikt wird im Süden und Osten vom Río Chaupihuaranga sowie im Norden vom Río Chacachinche und dessen rechten Nebenfluss Río Llapac begrenzt.
Der Distrikt Páucar grenzt im Südwesten an den Distrikt Tápuc, im Westen an den Distrikt San Miguel de Cauri (Provinz Lauricocha), im Norden an die Distrikte Colpas und Cayna, im Nordosten an den Distrikt San Francisco (die drei vorgenannten Distrikte liegen in der Provinz Ambo) sowie im Südosten an den Distrikt Chacayán.